# محمدکاظم شیرازی

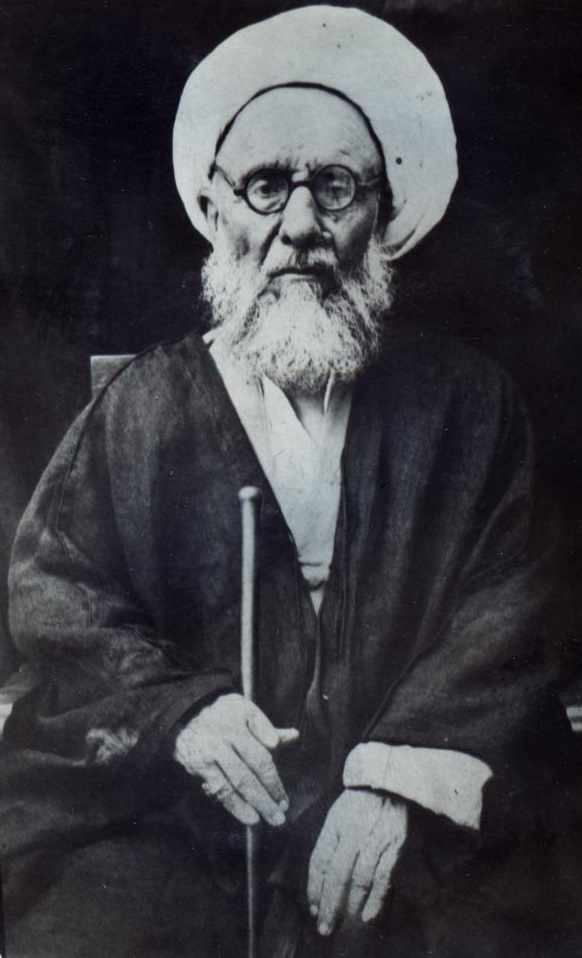
محمد کاظم شیرازی

محمدکاظم شیرازی (۱۲۹٠ قمری، شیراز - ۱۳۶۷ قمری، نجف) فرزند حیدر از مراجع شیعه بود.
او پس از وفات استادش، میرزا محمدتقی شیرازی، در ۱۳۳۸ ه. ق، رهسپار نجف شد و به تدریس خارج فقه و اصول پرداخت. پس از درگذشت سید ابوالحسن اصفهانی و حاج آقا حسین قمی، مرجعیت وی اوج گرفت و بسیاری از شیعیان استان فارس به ویژه شهر شیراز، به او رجوع کردند. بلغة الطالب فی حاشیه المکاسب از تالیفات مهم و مشهور اوست. سید رضی شیرازی نوادگان دختری اوست.

## شاگردان
- سید عبدالحسین دستغیب شیرازی
- محمد تقی بهجت
- سیدرضی شیرازی
- محمد تقی جعفری
- حسین وحید خراسانی
- لطف‌الله صافی گلپایگانی
- سیدمحمدعلی نسابه
- شیخ بهاءالدین محلاتی